# Caça às focas
A Caça às focas, tradicional ou comercial, é uma prática realizada em vários países, principalmente no Canadá e Groenlândia, mas também na Rússia, Noruega e Japão, onde todos os anos quase 300 mil exemplares da espécie são mortos com o fim de recuperar principalmente a pele, mas também carne, gordura e ossos do animal. 
O método mais comum de matar é esmagar seu crânio com um hakapik, uma espécie de martelo com foice, porém  com um gancho em sua extremidade, embora às vezes também são mortos a tiros de rifles. Segundo os ambientalistas, muitos bebês com menos de 4 semanas também são esfolados vivos. Cerca de 95% dos abatidos tem menos de 3 meses de vida.

## História
A busca por Focas e outros mamíferos marinhos cresceu por quase três séculos. Nos Mares do Sul, milhões de leões-marinhos e focas são caçados. Um predador natural de focas no Ártico, conhecido como morsa, chegou perto da extinção. Na França no século XIX, uma colônia de focas cinzentas foi massacrada por centenas de pessoas na Baía de Somme. A caça intensiva foi a causa do desaparecimento gradual de bancos de areia da Baía de Somme.
A partir da década de 1960 a pele branca e macia de bebês foca começou a se tornar cada vez mais importante para a indústria da moda europeia, que passou apreciar cada vez mais estes tipo de casacos de pele. 
Atualmente cerca de 75% das importações feitas por outros países vem do Canadá. 
A maneira e os motivos pelos quais as focas são caçadas vem sendo alvo de críticas e indignação de milhões de pessoas ao redor do mundo, e também de instituições dedicadas a proteção dos animais como a PETA. Centenas de protestos já foram organizados em diversos países na tentativa de exigir dos líderes de governo que tomem medidas contra a caça. 
Vários países, incluindo alguns que têm historicamente caçado focas, incluindo a União Europeia e os Estados Unidos, proibiram em parte a caça ou o comércio de produtos derivados de foca. A maioria dos países que permitem a caça possuem suas próprias regras a este respeito. Alguns outros como a China, possuem seus mercados totalmente abertos aos produtos derivados desta prática.

## Derivados
Na Ásia a carne é usada para alimentar cães e outros animais domésticos. O pênis é usado como afrodisíaco e a gordura, por ser rica em ômega-3, vira suplemento alimentar.  

## Equipamentos e métodos

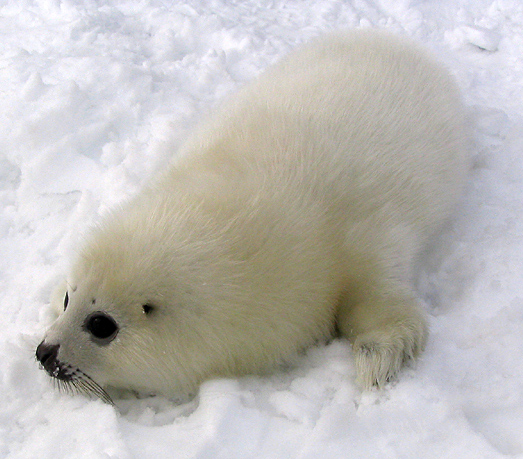
Um bebê foca.

O principal método é dar um golpe forte sob a parte inferior do cérebro do animal. Este método é considerado rápido e indolor. Após o golpe, o animal é considerado clinicamente morto.
O hakapik é uma ferramenta regularmente usada para matar focas, que consiste em um martelo com uma foice serrilhada, sendo esta última usada para a retirada da pele.

## Posições diferentes sobre a caça
Alguns dizem ser importante a caça para a economia de países como o Canadá, o que os produtos derivados destes animais são apreciados por milhões de pessoas ao redor do mundo, e dizem não se importar com o que acontece às focas. 
John Efford, ministro de Pesca e Agricultura da ilha de Terra Nova declarou: 
"Gostaria de ver estes seis milhões de focas mortas e vendidas, destruídas ou queimadas, e não me importo com o que acontece a elas, e quanto mais elas morrerem, mais feliz eu serei".
Em 1978, o ecologista marinho Jacques Cousteau criticou o foco sobre a caça às focas, argumentando que é totalmente emocional, e que a forma como os animais eram abatidos era horrível e sofredora. 

## Envolvimento de celebridades
Várias celebridades se opuseram à caça comercial às focas. Rex Murphy relatou que celebridades têm sido usados por ativistas desde meados do século XX. Yvette Mimieux e Loretta Swit foram recrutadas para atrair a atenção de revistas de fofocas internacionais para o local. Outras celebridades que se alinharam contra a caça inclui: Richard Dean Anderson, Kim Basinger, Juliette Binoche, Paul McCartney, Brigitte Bardot, Heather Mills, Pamela Anderson, Martin Sheen, Pierce Brosnan, Morrissey, Paris Hilton, Robert Kennedy Jr., Rutger Hauer, Ed Begley, Jr., Farley Mowat, Linda Blair, e o grupo Red Hot Chili Peppers.
Em 1977, a atriz francesa Brigitte Bardot viajou ao Canadá liderando uma campanha contra a caça, atraindo atenção da imprensa internacional. Em março de 2006, Bardot viajou pela segunda vez a Ottawa para protestar contra a caça, mas o primeiro ministro rejeitou seu pedido para uma reunião. No mesmo mês, o ex-Beatle Paul McCartney visitou o Golfo de St. Lawrence por razão de vedação, e se manifestou contra a caça às focas, e onde também participou do programa Larry King Live, onde os dois debateram sobre o assunto com Danny Williams, o primeiro-ministro de Terra Nova.